# Goniurosaurus
Goniurosaurus és un gènere de sauròpsids (rèptils) escatosos de la família dels eublefàrids que inclou espècies de geckos asiàtics propis del Japó, Xina i el Vietnam.

## Taxonomia
- Goniurosaurus araneus Grismer, Viets & Boyle, 1999
- Goniurosaurus bawanglingensis Grismer, Haitao, Orlov & Anajeva, 2002
- Goniurosaurus catbaensis Ziegler, Truong, Schmitz, Stenke & Rösler, 2008
- Goniurosaurus hainanensis Barbour, 1908
- Goniurosaurus huuliensis Orlov, Ryabov, Nguyen, Nguyen & Ho, 2008
- Goniurosaurus kuroiwae (Namiye, 1912)
- Goniurosaurus lichtenfelderi (Mocquard, 1897)
- Goniurosaurus luii Grismer, Viets & Boyle, 1999
- Goniurosaurus orientalis (Maki, 1931)
- Goniurosaurus splendens (Nakamura & Uano, 1959)
- Goniurosaurus toyamai Grismer, Ota & Tanaka, 1994
- Goniurosaurus yamashinae (Okada, 1936)
- Goniurosaurus yingdeensis Wang, Yang & Cui, 2010